# Colobomatus gymnocranii
Colobomatus gymnocranii is een eenoogkreeftjessoort uit de familie van de Philichthyidae. De wetenschappelijke naam van de soort is voor het eerst geldig gepubliceerd in 2012 door Madinabeitia, Tang & Nagasawa.